# عبد الله معروف
عبد الله معروف عمر، باحث ومتخصص في علوم القدس والمسجد الأقصى، يعمل حالياً مدرساً في جامعة إسطنبول 29 مايو في مدينة إسطنبول في تركيا.

## دراسته
أنهى دراسته الجامعية عام 2000 وحصل على درجة البكالوريوس في أصول الدين من الجامعة الأردنية. ثم التحق مباشرة بجامعة «أبردين» في بريطانيا ليحصل على درجة الماجستير في دراسات بيت المقدس عام 2005. وفي عام 2008 حصل على درجة الدكتوراه من ذات الجامعة، وهي الجامعة الوحيدة التي تُعنى بتدريس هذا التخصص الأكاديمي. وبحثت رسالته في الخطة الإستراتيجية للنبي محمد لفتح بيت المقدس. وهو يحمل إجازة في علوم المسجد الأقصى مصدقة من دار الإفتاء بالقدس.

## عمله
- عمل مسؤولاً للإعلام والعلاقات العامة والإرشاد الأثري في المسجد الأقصى ما بين عامي 2000 و2002.[1]
- نظّم دورات عديدة في علوم بيت المقدس في بلدان مختلفة مثل: لبنان وبريطانيا والجزائر والدنمارك واليمن والدوحة واسطنبول والقدس والسودان وعمان.
- عمل مدرسًا في جامعة طيبة، في المدينة المنورة.[2]
- يعمل حاليًّا مدرسًا في جامعة إسطنبول 29 مايو في مدينة إسطنبول في تركيا.[3]

## مؤلفاته
- بيت المقدس في إستراتيجية النبي ﷺ.
- المدخل إلى دراسة المسجد الأقصى المبارك، نشرته دار العلم للملايين في بيروت.[4]
- أطلس معالم المسجد الأقصى المبارك، نشرته مؤسسة الفرسان في عمان.[5]
- إسرائيل والقدس وأزمة الهوية، بحث أكاديمي نشرته المجلة العالمية لبحوث آسيا الغربية في ماليزيا.[6]

إضافةً لعدد من المؤلفات الأخرى في المجلات الأكاديمية المحكمة وباللغتين العربية والإنجليزية.